# Председник Боливије
Председник Боливије (шп. Presidente de Bolivia), званично Председник Вишенационалне Државе Боливије (шп. Presidente del Estado Plurinacional de Bolivia) је шеф државе и шеф владе Боливије и Капетан генерал Оружаних снага Боливије.
Према боливијском уставу, председник се бира највећим бројем гласова на петогодишњи мандат са ограничењем на два мандата.  Ако ниједан кандидат не освоји већину (дефинисану као више од 50%, или алтернативно најмање 40% и најмање 10% више од другопласираног кандидата), прва два кандидата пласирају се у други круг избора.
Садашњи председник је Луис Арсе, а ту функцију обавља од 8. новембра 2020. године.